# 瓦西里·米罗诺夫
瓦西里·彼得罗维奇·米罗诺夫（俄语：Василий Петрович Миронов，1925年1月16日—1988年6月11日），苏联政治人物，曾任顿涅茨克州委第一书记。

## 生平
1925年生于奔萨州杜巴索沃。1929年搬至斯大林诺（1961年更名为顿涅茨克）。1943年在钢厂参加工作，历任共青团斯大林诺市委第二书记、第一书记。1949年加入联共（布）。1960年至1961年，任斯大林诺市基洛夫区委第一书记。1961年至1976年，任顿涅茨克市执行委员会主席。1976年至1982年，任顿涅茨克市委第一书记。1982年升任顿涅茨克州委第一书记。1986年当选苏联共产党中央委员会委员。1988年6月11日在任内逝世。